# Scotinotylus sacer
Scotinotylus sacer är en spindelart som först beskrevs av Crosby 1929.  Scotinotylus sacer ingår i släktet Scotinotylus och familjen täckvävarspindlar. Inga underarter finns listade i Catalogue of Life.